# Coccothorax quadrinodosus
Coccothorax quadrinodosus är en skalbaggsart som beskrevs av Aurivillius 1917. Coccothorax quadrinodosus ingår i släktet Coccothorax och familjen långhorningar. Inga underarter finns listade i Catalogue of Life.